# Gettorf Seahawks
Die Gettorf Seahawks sind eine Floorball-Mannschaft aus Gettorf und spielen in der Floorball-Regionalliga.

## Erfolge
(Quelle:)

### Saison 2010/11
- 5. Platz U13 KT Verbandsliga Nord (SG GTV/NDF)
- 4. Platz U15 Regionalliga Nord Meisterrunde
- 1. Platz U17 Regionalliga Nord Qualifikation
- 6. Platz Jugend-Großfeld Regionalliga Nord (SG GTV/NWI)
- 6. Platz Regionalliga Nord Kleinfeld
- 3. Platz Regionalliga Nord Großfeld (SG NWI/GTV/NDF)
- 2. Platz Ü30 Regionalliga Nord (SG GTV/PRE/SFC)[2]

### Saison 2011/12
- 1. Platz U13 Regionalliga Nord Landesmeister
- 5. Platz deutsche Meisterschaften
- 2. Platz U15 Regionalliga Nord
- 6. Platz U15 Verbandsliga Nord
- 2. Platz U17 Regionalliga Nord
- 1. Platz Kleinfeld Verbandsliga Nord
- 6. Platz Großfeld Regionalliga Nord (SG NWI/GTV/NDF)
- 1. Platz Ü30 Regionalliga Nord (SG GTV/PRE/SFC) Landesmeister[3]

### Saison 2012/13
- 1. Platz U13 Kleinfeld Regionalliga Nord–Staffel B

Sieger Play-Offs Landesmeister
- 3. Platz U15 Kleinfeld Regionalliga Nord
- 2. Platz U15 Kleinfeld Verbandsliga Nord
- 5. Platz Damen Kleinfeld Regionalliga Nord (SG GTV/KFK)
- 5. Platz Großfeld Regionalliga Nord
- 1. Platz Ü30 Kleinfeld Regionalliga Nord (SG GTV/PRE/SFC) Landesmeister

### Saison 2013/14
- 3. Platz U13 Kleinfeld Regionalliga Nord-Staffel Nord
- 5. Platz Play-Offs
- 2. Platz U15 Kleinfeld Regionalliga Nord
- 6. Platz U15 Kleinfeld deutsche Meisterschaft
- 4. Platz U17 Großfeld Regionalliga Nord
- 5. Platz Damen Kleinfeld Regionalliga Nord
- 3. Platz Herren Großfeld Regionalliga Nord
- 1. Platz Ü30 Kleinfeld Regionalliga Nord (SG GTV/PRE/SFC) Landesmeister

### Saison 2014/15
- 4. Platz U13 Kleinfeld Regionalliga Nord Staffel Nordwest
- 5. Platz U15 Kleinfeld Regionalliga Nord
- 2. Platz U17 Großfeld Regionalliga Nord
- 6. Platz Herren Großfeld Verbandsliga Nord (SG Gettorf/Barkelsby)
- 3. Platz Herren Großfeld Regionalliga Nord
- 4. Platz Ü30 Kleinfeld Regionalliga Nord[4]